# Дела-Вос-Кардовська Ольга Людвігівна
Дела-Вос-Кардовська Ольга Людвігівна (2 вересня 1875, Чернігів — 9 серпня 1952, Ленінград) — українська художниця, графік. Малювала портрети, пейзажі, жанрові картини.

## Життєпис

### Походження
Родина Дела-Вос походить з Італії (за деякими джерелами, з Іспанії). Карл Дела-Вос, дід майбутньої художниці, перебрався жити в місто Одеса на початку 19 ст.
Але батьки художниці мешкали в місті Чернігів, де вона і народилася. Первісну освіту отримала в місцевій жіночий гімназії. Родина перебралася в місто Харків, де її батько, дійсний статський радник Людвиг Карлович Делла-Вос, став головою Контрольної і Казенної палат. 14-річну Ольгу батьки відвели до студії художника Шрейдера, що прибув у Харків з Парижа. Він був пейзажистом. Ольга швидко звернула на себе увагу здібностями. І Шрейдер, за переказами, залишав Ольгу головувати в студії в часи своєї відсутності. По закінченню студії, Шрейдер дав Ользі рекомендації для вступу у Петербурзьку академію мистецтв.

### Навчання в Академії
Чергові іспити в Академії розпочалися у 1895 р. На них прибуло більш ніж 100 претендентів, серед яких було і 25 жінок. По закінченню завдання до претендентів завітав Рєпін Ілля Юхимович, тоді вже ректор Академії. Оглянувши етюди, він привітав роботу провінціалки з іноземним прізвищем Дела-Вос. З 25 жінок після іспитів до Академії прийняли тільки Ольгу. Її перші вчителі там — Творожников, Лєбєдєв, Савинський. Але Рєпін невдовзі забрав Ольгу у свій клас.
Її дебют як художниці пов'язують з виставкою Товариства заохочення мистецтв у 1897 р., куди Ольга віддала ексізи до власної картини "Жанна д'Арк".

### Шлюб і перша подорож за кордон

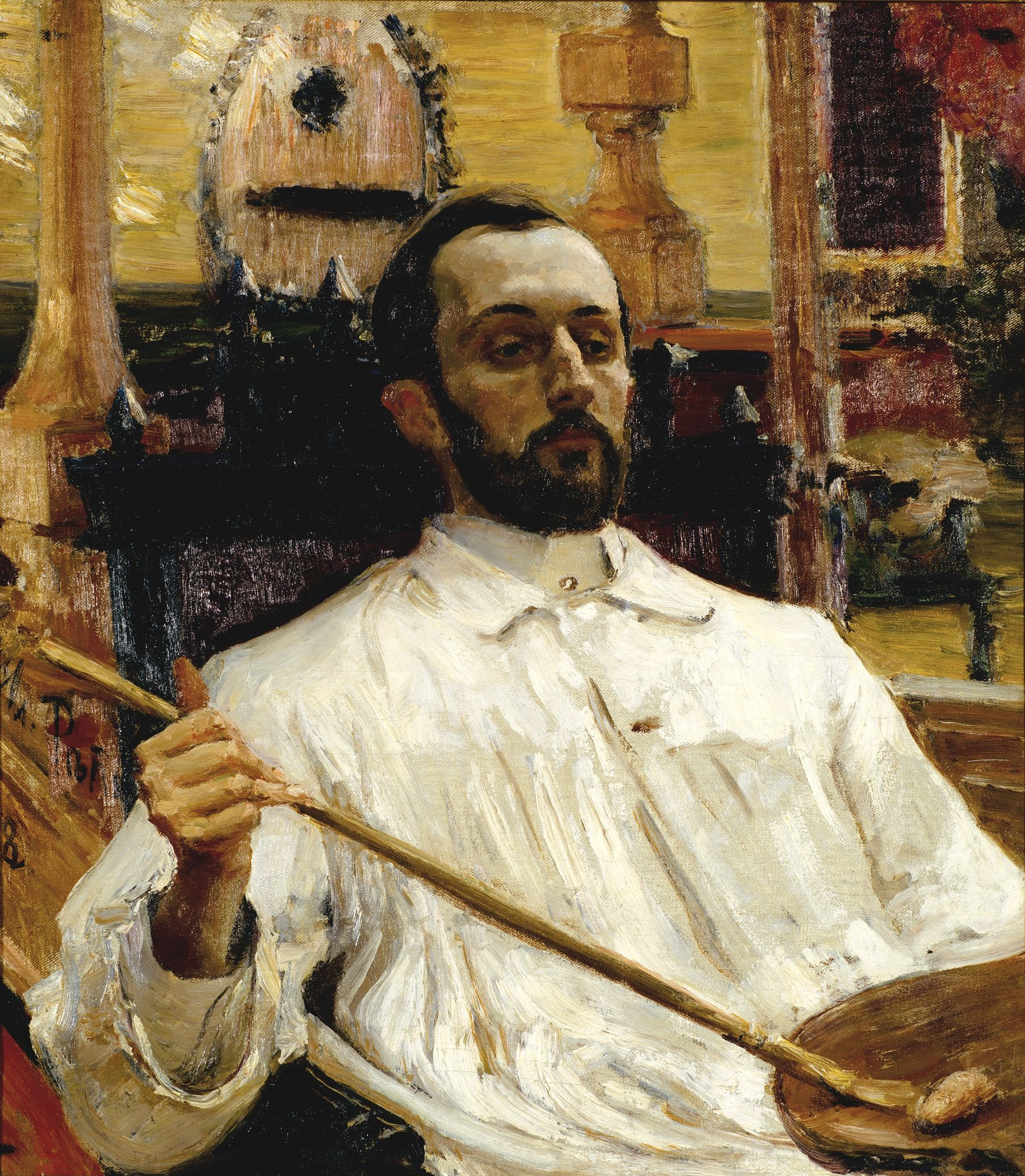
Худ. І. Ю. Рєпін. Портрет Д. М. Кардовського, 1897 р.

У 1900 р. Ольга закінчила Академію. Того ж року з нею узяв шлюб художник Кардовський Дмитро Миколайович  (1866—1943), більше відомий як художник книги та викладач Академії мистецтв. У 1900 р. молоде подружжя їде за кордон, де перебувало протягом двох років. Вони продовжили вивчення мистецтва та вдосконалення майстерності у місті Мюнхен. У 1902 р. вони були вже в Петербурзі.
Приблизно з цього року художниця бере участь у пересувних виставках, що відвідали провінційні міста Російської імперії, серед них — Вологда, Архангельськ, Харків. Картини художниці брали до виставок і за кордоном у містах Відень, Мюнхен, Рим, Париж.
У 1912 р.художниця ненадовго приїздила до Швейцарії. У 1908 −1917 рр. вона керувала власною школою-студією малювання та живопису в Царському Селі, не пориваючи з власною творчістю.

### Обрання академіком
У 1917 році Ольга Дела-Вос-Кардовська стала кандидатом на присудження звання академіка, її висунули три відомих художники-академіки: Микола Самокиш, Микола Богданов-Бельський та Микола Дубовський. Обрання академіком жінок викликало спротив, хоча серед кандидатів були також:
- Серебрякова Зінаїда Євгенівна
- Остроумова-Лєбєдєва Анна Петрівна[ru],

таланти яких заперечувати було ганебно і важко. Звання академіка Дела-Вос-Кардовська таки отримала.

### Після 1917р.
Дела-Вос-Кардовська не емігрувала з розбурханої трагічними політичними подіями 1917-1918 рр. країни, де розпочали криваву громадянську війну. Аби врятуватися, вона перебралася з голодного та небезпечного для життя Петербурга-Петрограда в глибоку російську провінцію і оселилася в містечку Переславль. Їй було вже за 40, вона важко пристосовувалась до нових і небачених реалій. Тому її діяльність цього періоду цілком у старому руслі — Ольга відкрила в Переславлі безкоштовну школу-студію, збирала експонати для місцевого краєзнавчого музею, заснуванню та відкриттю якого сама діяльно сприяла.
У 1924 р. її обрали професором Академії мистецтв.
У 1938 р. комітет у справах мистецтв дав дозвіл на ювілейні урочистості родини Кардовських. У Москві відбулася їх ювілейна виставка, хоча 1937-1938 рр. запам'яталися небаченою хвилею сталінських арештів та розстрілів в СРСР.
Кардовський помер у 1943.
Ольга Дела-Вос-Кардовська пішла з життя у 1952 р.

## Вибрані твори
- Портрет поета Анни Ахматової
- На дачі в Криму, 1902
- Дама у вбранні амазонки, 1902
- Дама з парасолькою

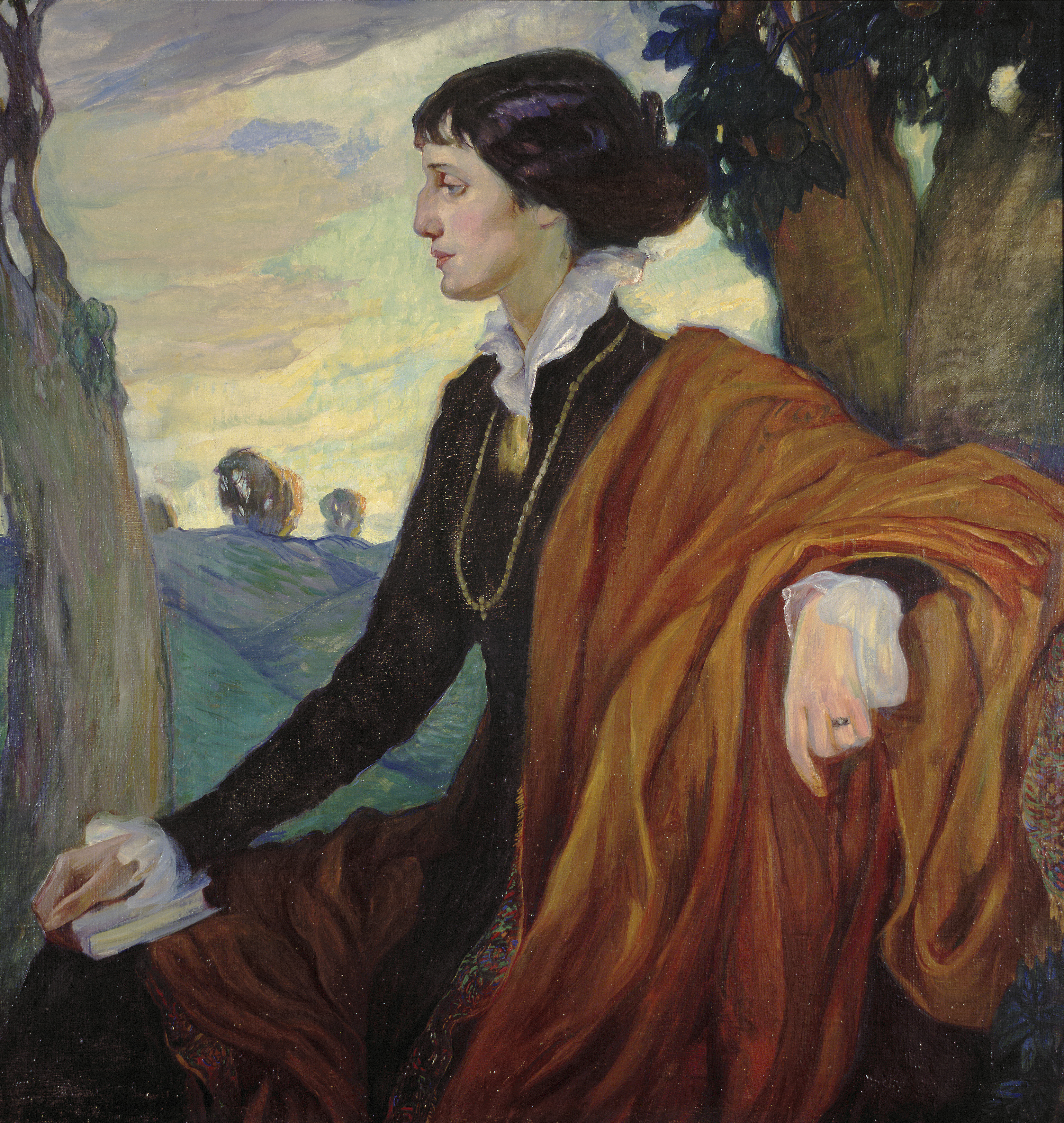
Худ. О. Л. Дела-Вос-Кардовська, портрет Анни Ахматової, 1914 р.

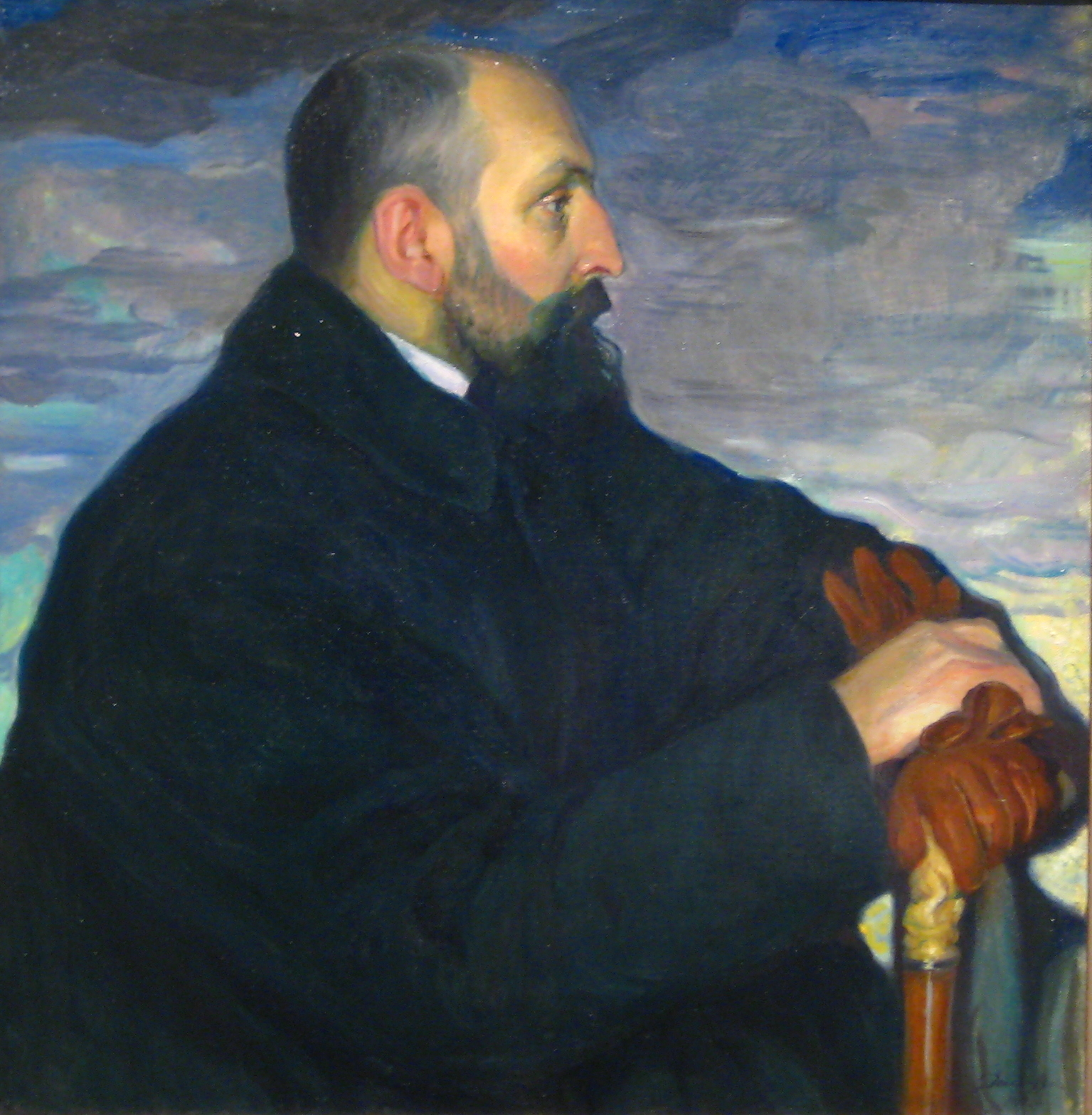
Дела-Вос-Кардовська, портрет чоловіка, Третьяковська галерея.

- В кімнаті (квартира Кардовських на Василівському острові Петербурга), 1903
- Праля, 1904
- Пейзаж з містком, до 1907 р.
- Царськосільський парк
- Царське Село, Великий Царськосільський палац, до 1909 р.
- Маленька жінка (дочка художниці в 10 років), 1910
- Волоско-Аббация, сценка в місті, до 1911
- Місто в Швейцарії з мостом, 1912
- Автопортрет
- Портрет Кардовського Д. М., 1913
- В парку Павловська, 1914
- Яблуні, 1914
- Ростов, торговельні ряди, 1915
- Квітник, 1915
- Переславль. Пагорби, 1926
- Снопи, 1933
- Дівчина з книгою
- Актор Василь Качалов, 1937
- Письменник Леонов
- Молода мати
- Футболіст